# Yugur occidental
Le yugur occidental (ou sarï yugur, yugur jaune) est une  langue turque parlée dans le Nord-Ouest de la  province du Gansu, en Chine par 2 600 Yugur.

## Phonologie
Les tableaux présentent les voyelles et les consonnes du yugur occidental.

### Voyelles
|         | Antérieure  | Centrale | Postérieure |
| ------- | ----------- | -------- | ----------- |
| Fermée  | i [i] y [y] |          | [u] u [u]   |
| Moyenne | e [e]       | ə [ə]    | ø [ø]       |
| Ouverte |             | a [a]    | ɔ [ɔ]       |

### Consonnes
|               |               | Bilabiale | Dentale | Latérale | Rétroflexe | Palatale | Vélaire | Uvulaire | Glottale |
| ------------- | ------------- | --------- | ------- | -------- | ---------- | -------- | ------- | -------- | -------- |
| Occlusives    | Sourdes       | b [p]     | d [t]   |          |            |          | g [k]   | ɢ [q]    |          |
| Occlusives    | Aspirée       | p [pʰ]    | t [tʰ]  |          |            |          | k [kʰ]  | q [qʰ]   |          |
| Fricatives    | Sourde        | f [f]     | s [s]   |          | ʂ [ʂ]      |          | ɣ [ɣ]   |          | h [h]    |
| Fricatives    | Sonore        | v [v]     | z [z]   |          | ʐ [ʐ]      |          |         |          |          |
| Affriquées    | Sourdes       |           |         |          | dʐ [t͡ʂ]    |          |         |          |          |
| Affriquées    | Aspirée       |           |         |          | tʂ [t͡ʂʰ]   |          |         |          |          |
| Nasales       | Nasales       | m [m]     | n [n]   |          |            |          | ŋ [ŋ]   |          |          |
| Liquides      | Liquides      |           | r [r]   | l [l]    |            |          |         |          |          |
| Semi-voyelles | Semi-voyelles |           |         |          |            | j [j]    |         |          |          |

### Sources bibliographiques
- (zh) Léi Xuănchūn, 1992, 西部裕固汉词典 - Xībù Yùgù-Hàn cídiăn, Chéngdŭ, Sichuan Minzu Chubanshe  (ISBN 7-5409-0457-7).
- (zh) Chén Zōngzhèn, Léi Xuănchūn, 1985, 西部裕固语简志 - Xībù Yùgùyŭ jiānzhì, Pékin, Minzu Chubanshe.
- (en) Nugteren, Hans et Marti Roos, 1998, Common Vocabulary of the Western and Eastern Yugur Languages. The Tibetan Loanwords, dans Studia Etymologica Cracoviensa, Vol.3, pp. 45-92  (ISBN 83-7188-215-7).